# مار

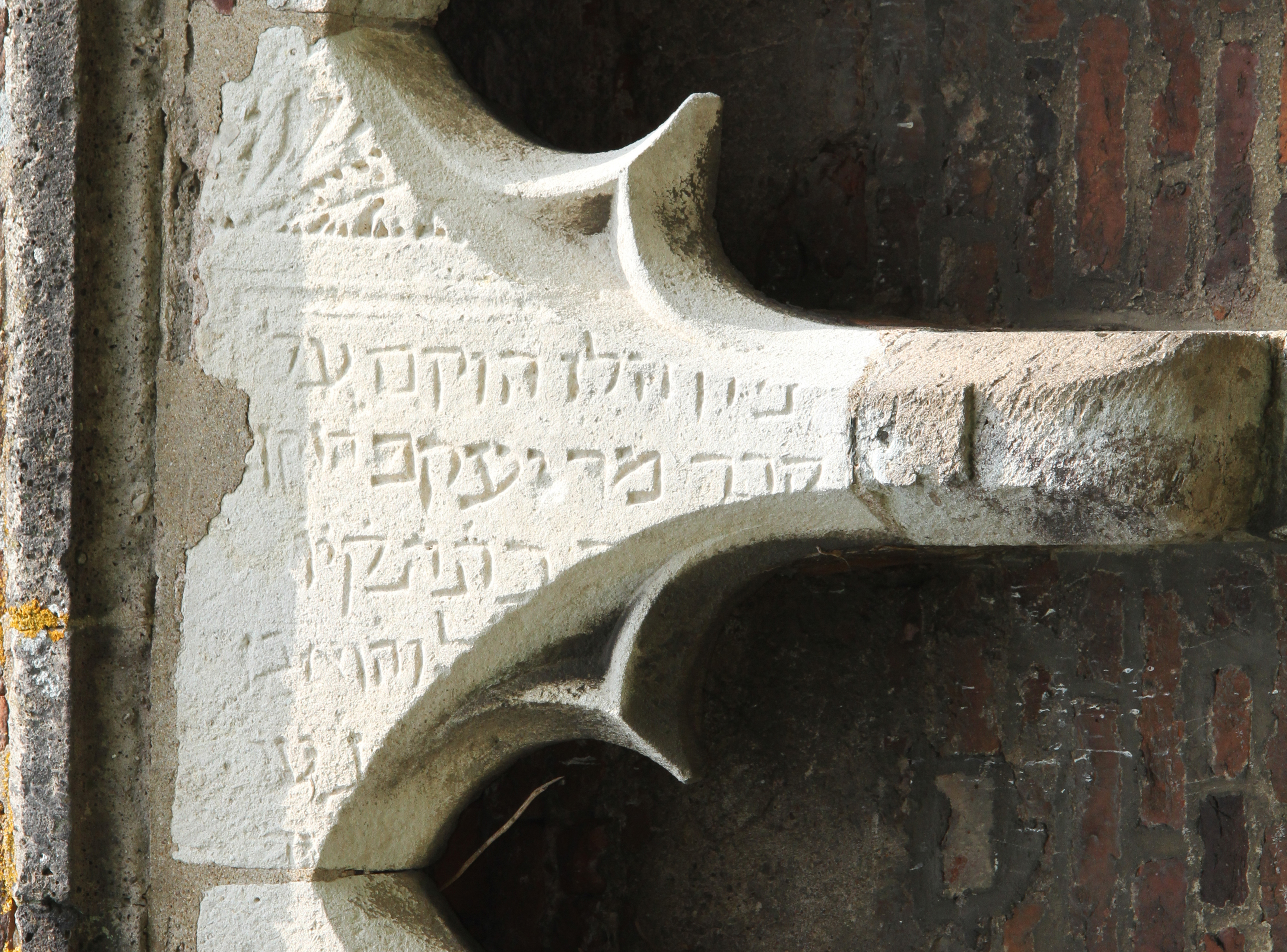

مار أو مور بحسب اللفظ الغربي (ܣܘܪܝܝܐ بياء ‏ معدولة) كلمة سريانية معناها سيد أو رب، كثر استعمالها للقديسين والشخصيات الدينية المسيحية، ومؤنثها مَرت (ܣܘܪܝܝܐ بياء معدولة أيضا). غالبا ما تُستعمل قبل اسم شخص ما للدلالة على التقديس. وتستعمل مشتقات من هذه الكلمة في الأدبيات المسيحية في الشرق الأوسط مثل:
- ܣܘܪܝܝܐ ماري/موري بياء ملفوظة بمعنى «سيدي»
- ܣܘܪܝܝܐ مارَن/مورَن بمعنى «سيدنا»
- ܣܘܪܝܝܐ ماروثا/موروثا بمعنى «سيادة» أو «قدسية»